# Lorino
Lorino (ryska Лорино) är en ort i den autonoma regionen Tjuktjien i Ryssland. Den är belägen vid kusten, på gränsen mellan Tjuktjerhavet och Berings hav. Folkmängden uppgår till strax över 1 000 invånare.

## Etymologi
Namnet "Lorino" kommer från tjuktjiska ordet "льурэн" (l'uren eller "Iiuraen") som betyder "lämpligt läger" eller "funnen lägerplats".